# Reynaldo Creagh
Reynaldo Creagh Verane (* 9. Juli 1918 in Santiago de Cuba; † 16. November 2014) war ein kubanischer Sänger. Als Kind sang er bei Zigarren- und Rumfabrikanten. Später arbeitete er als Schaffner auf der Eisenbahnstrecke Havanna – Santiago de Cuba.

## Musikalische Karriere
1938 hatte er seinen ersten Auftritt im Septett „Sonora“. 1962 war er Gründungsmitglied des „Orquestra Estudiantina Invasora“. An der Gründung der „Vieja Trova Santiaguera“ im Jahre 1994 war er ebenfalls beteiligt. Der Film „Lágrimas Negras - Schwarze Tränen“ (1997 NL/Kuba; Regie: Sonia Herman Dolz) erzählt die Geschichte der Musiker. 2007 war Creagh Mittelpunkt des Films „Los reyes del son“ (Positivation Films, Produktion: Cynthia Biestek). 2012 trat er 93-jährig als ältestes Mitglied des Ensembles „The Bar at Buena Vista“ in Europa auf. Er galt als unverzichtbare Figur der traditionellen kubanischen Musik. Reynaldo Creagh starb im November 2014 im Alter von 96 Jahren.

## Diskographie
- Vieja Trova Santiaguera – Vieja Trova Santiaguera (1994) (NubeNegra/Intuition)
- Vieja Trova Santiaguera – Gusto y Sabor (1995) (NubeNegra/Intuition)
- Vieja Trova Santiaguera – Hotel Asturias (1996) (NubeNegra/Intuition)
- Vieja Trova Santiaguera – La Manigua (1998) (Virgin)
- Vieja Trova Santiaguera – Domino (2000) (Virgin)
- Vieja Trova Santiaguera – El Balcón del Adiós (2002) (Virgin)